# Dreiländergarten
Der Dreiländergarten (Eigenschreibweise auch DreiLänderGarten) ist ein rund 32 Hektar großer Landschaftspark in der baden-württembergischen Stadt Weil am Rhein. Der Name leitet sich von seiner Lage nahe am Dreiländereck mit der Schweiz und Frankreich ab. Vom 30. April bis 17. Oktober 1999 war das Gelände Teil der Landesgartenschau Grün 99. Neben der Funktion als Naherholungsgebiet finden im Dreiländergarten diverse Kultur- und Sportveranstaltungen, Märkte und Messen statt und er ist auch Standort mehrerer Kunstwerke im öffentlichen Raum; dabei ist er ein Bestandteil des 600 Hektar großen, binationalen Landschaftsparks Wiese zwischen den angrenzenden Städten Weil am Rhein, Lörrach, Basel und der Gemeinde Riehen.

## Geschichte

### Vorgeschichte, Planung und Bau
Das Motto „Grün 99“ als erste trinationale Gartenausstellung zusammen mit den Nachbarländern Schweiz und Frankreich, die mit zahlreichen Beiträgen ebenfalls teilnahmen, knüpft an die erfolgreich verlaufende Gartenbauausstellung Grün 80 an, die 1980 im benachbarten Basel stattfand.
Landesgartenschauen wurden in den 1980er Jahren als Planungsinstrument zur Strukturverbesserung der Gemeinden angesehen. Der damalige Oberbürgermeister Peter Willmann (1938–2007) und der damalige Bau-Bürgermeister Rainer Stickelberger begannen schon Mitte der 1980er Jahre mit entsprechenden Überlegungen, eine Gartenschau nach Weil am Rhein zu holen. Als 1992 auf Stickelberger Klaus Eberhardt nachfolgte, wurden Kontakte zur international angesehenen Architektin Zaha Hadid geknüpft, die den Landes-Pavillon Treffpunkt Baden-Württemberg gestalten sollte. Mit dem Zuschlag für die Grün 99, den die Stadt erhielt, wurden auch weitere flankierende Maßnahmen und Vorhaben durchgeführt. So verlegte die Stadt in den 1990er Jahren die durch das Stadtzentrum verlaufende B 3 und schuf die Voraussetzungen, dass die Zollfreistrasse durch Schweizer Gebiet angeschlossen wurde. So war eine durchgehende Verbindung, ohne den umständlichen Weg über den Tüllinger Berg, zur Nachbarstadt Lörrach geschaffen. Damit konnte der Innenstadtkern von Weil am Rhein verkehrsberuhigt werden und gleichzeitig die Gartenstadt saniert werden. Insgesamt wurden 42 Millionen Mark investiert und elf Förderprogramme verwendet. 23 Millionen Mark davon entfielen auf die Landesgartenschau selbst. Neben dem Aus- und Umbau der Straßenverkehrswege wurden die Regio-S-Bahn sowie die Sportanlagen saniert. Für den Park selbst wurde insbesondere der Bereich Mattfeld neu strukturiert.

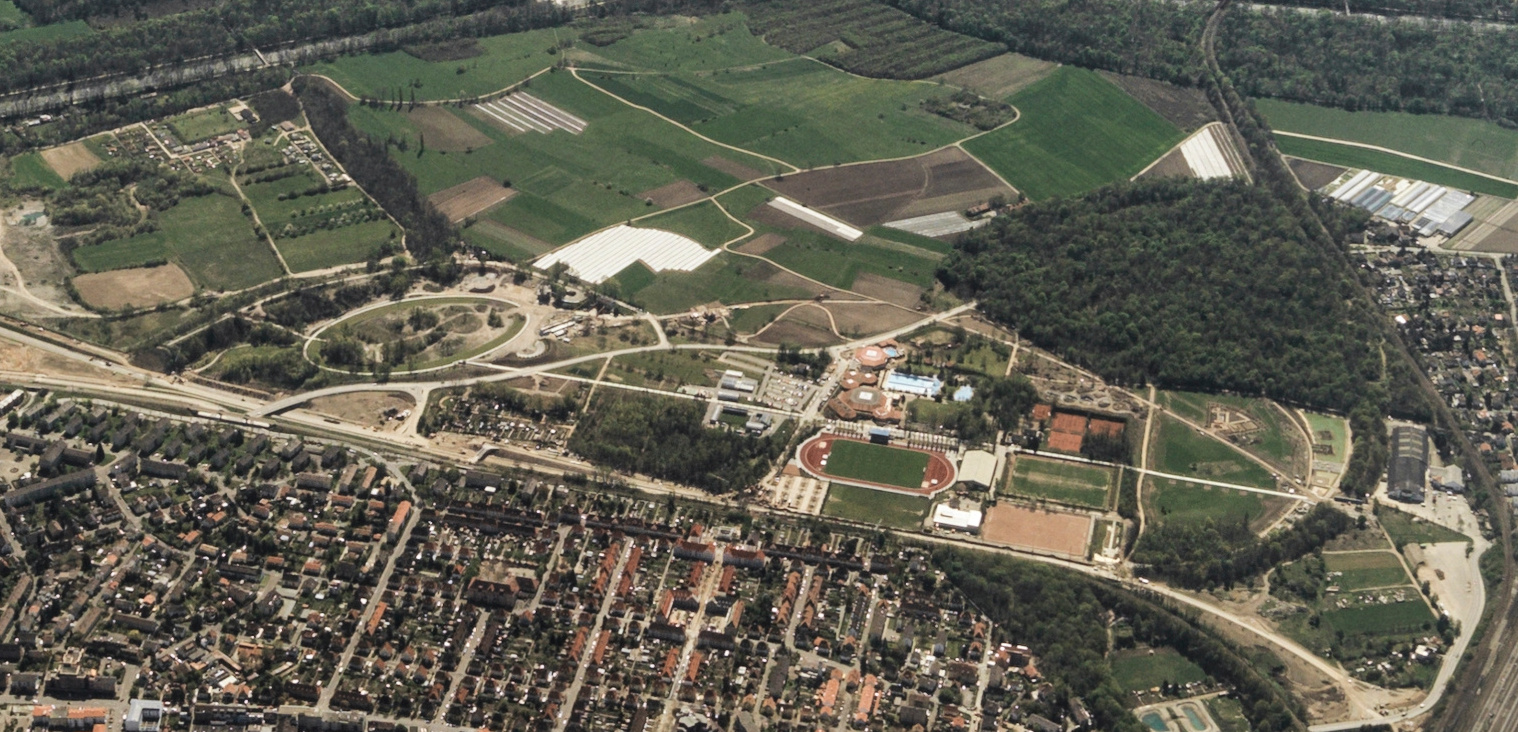
Luftbild in südliche Richtung vom heutigen Dreiländergarten während der Bauarbeiten (April 1998)

Nach einer trinationalen Ausschreibung im September 1993 erhielt im Februar 1994 das Freiburger Landschaftsarchitekturbüro Krupp, Losert und Partner (faktorgruen) zusammen mit dem Büro Fahle & Barton ebenfalls aus Freiburg sowie italienischen Gartenbau- und Landschaftsarchitekten aus Genua den 1. Preis.

### Seit Eröffnung
Die im Zeitraum vom 30. April bis 17. Oktober 1999 abgehaltene Landesgartenschau wurde von insgesamt 855.000 Menschen besucht. Die Ausstellung wurde vom Weiler Oberbürgermeister Peter Willmann und dem Basler Regierungspräsidenten Hans Martin Tschudi feierlich eröffnet. Der Besucheranteil aus der Schweiz betrug 35 %, der aus Frankreich rund 15 %. Als Gesamtkosten wurden 12,5 Millionen Euro für die Grundstücks- und Erschließungskosten bilanziert. Dazu kamen noch weitere 3,5 Millionen Euro für flankierende Maßnahmen.
Zur Abschlussfeierlichkeit der Landesgartenschau, der knapp 40.000 Besucher beiwohnten, fand neben einem Feuerwerk auch eine Darbietung des traditionellen Chienbäse aus Liestal statt. Zur Grün 99 fanden insgesamt 1800 Veranstaltungen und 600 Gruppenführungen statt.
Im Jahr der Landesgartenschau gründete sich der Förderverein DreiLänderGarten, der den Zweck der Pflege und Entwicklung des Geländes verfolgt. Im Rahmen einer Baumpflanzinitiative der Stadt Weil am Rhein, die sich zum Ziel gesetzt hat 1000 Bäume in zehn Jahren neu zu pflanzen, hat der Förderverein im November 2020 im Dreiländergarten 20 und im Areal des Laguna Badelandes weitere 28 Bäume gesetzt.

## Lage
Der fast ebenerdige Dreiländergarten liegt südlich des Innenstadtzentrums von Weil am Rhein auf einem Niveau von rund 258 m ü. NHN. Das Gebiet rechtsseitig des Wiesentals liegt etwa 15 bis 20 Höhenmeter niedriger als das Stadtgebiet und ist Teil des rund 600 Hektar großen binationalen Landschaftsparks Wiese, eines Grünraums mitten im Siedlungsgebiet von Basel, Riehen, Weil am Rhein und Lörrach. Der Fluss Wiese fließt wenige hundert Meter am Dreiländergarten vorbei und mündet in Basel in den Rhein. Unweit des Mündungsbereichs befindet sich das Dreiländereck zwischen Frankreich, Schweiz und Deutschland, welches rund 1,5 Kilometer Luftlinie vom Park entfernt liegt und namensgebend für den Dreiländergarten ist. Durch den Dreiländergarten fließt der Krebsbach, der im nördlich anschließenden Mooswald entspringt und später in die Wiese mündet.

## Verkehrswege und Wegenetz

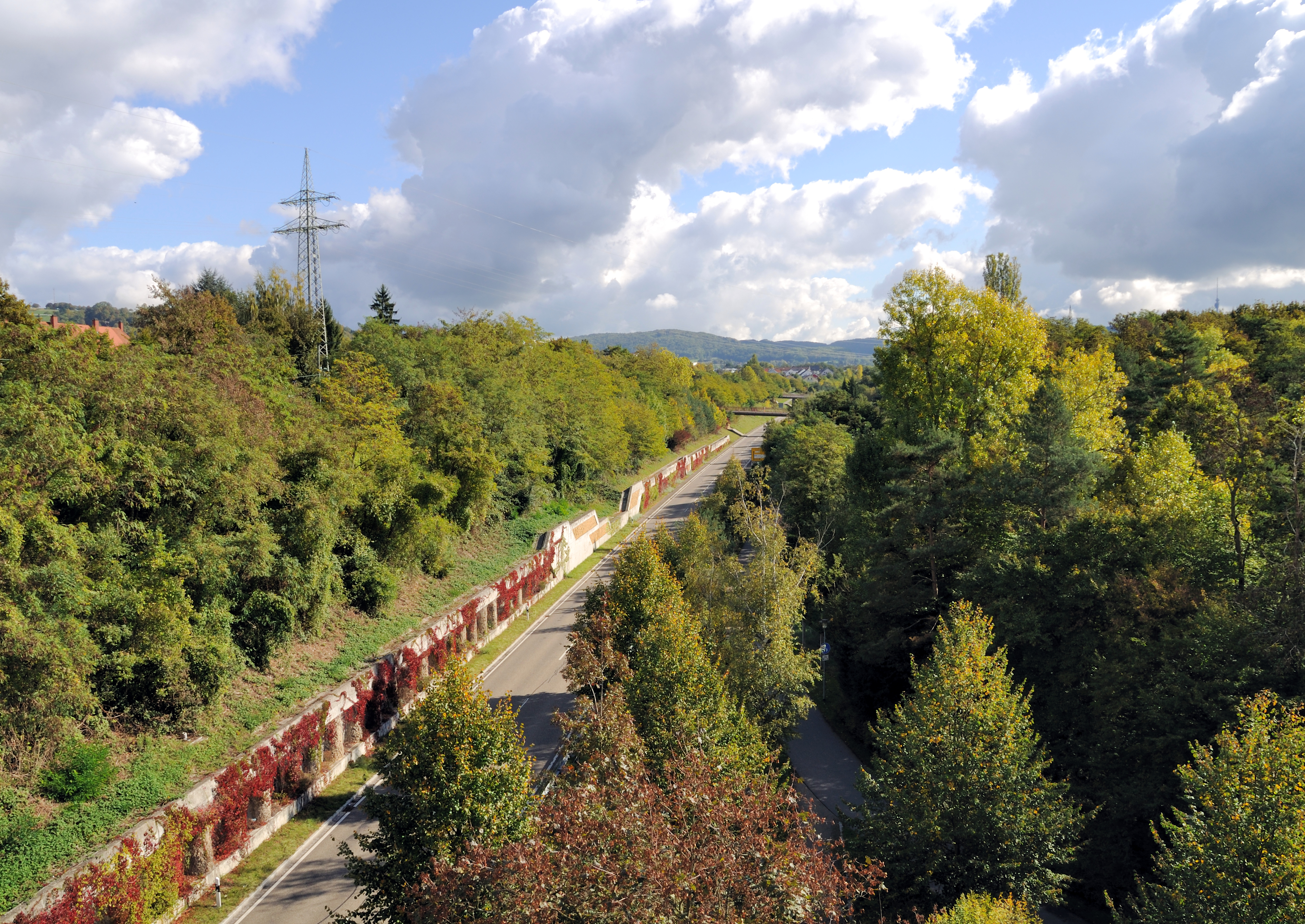
B 317 als Nordrand des Dreiländergartens (rechts)

Der Dreiländerpark liegt eingerahmt von der Weiler Innenstadt im Norden und dem Stadtteil Otterbach im Westen. Entlang der nördlichen Begrenzung verläuft die Bundesstraße 317 und weiter nördlich unmittelbar parallel dazu die Bahnstrecke Weil am Rhein–Lörrach. Von der B 317 zweigt am Ostrand des Parks die Kreisstraße 6330 (Nonnenholzstraße) ab, verläuft quer durch die Parkanlage und mündet im Südteil Otterbachs in den südlichsten Teil der Bundesstraße 3 unmittelbar am Grenzübergang zur Schweiz. Südwestlich bildet ein Waldstück den Abschluss des Parks, nach Süden bzw. Südosten schließen sich dem Park das Mattfeld und die Kiesgrube Käppelin an.

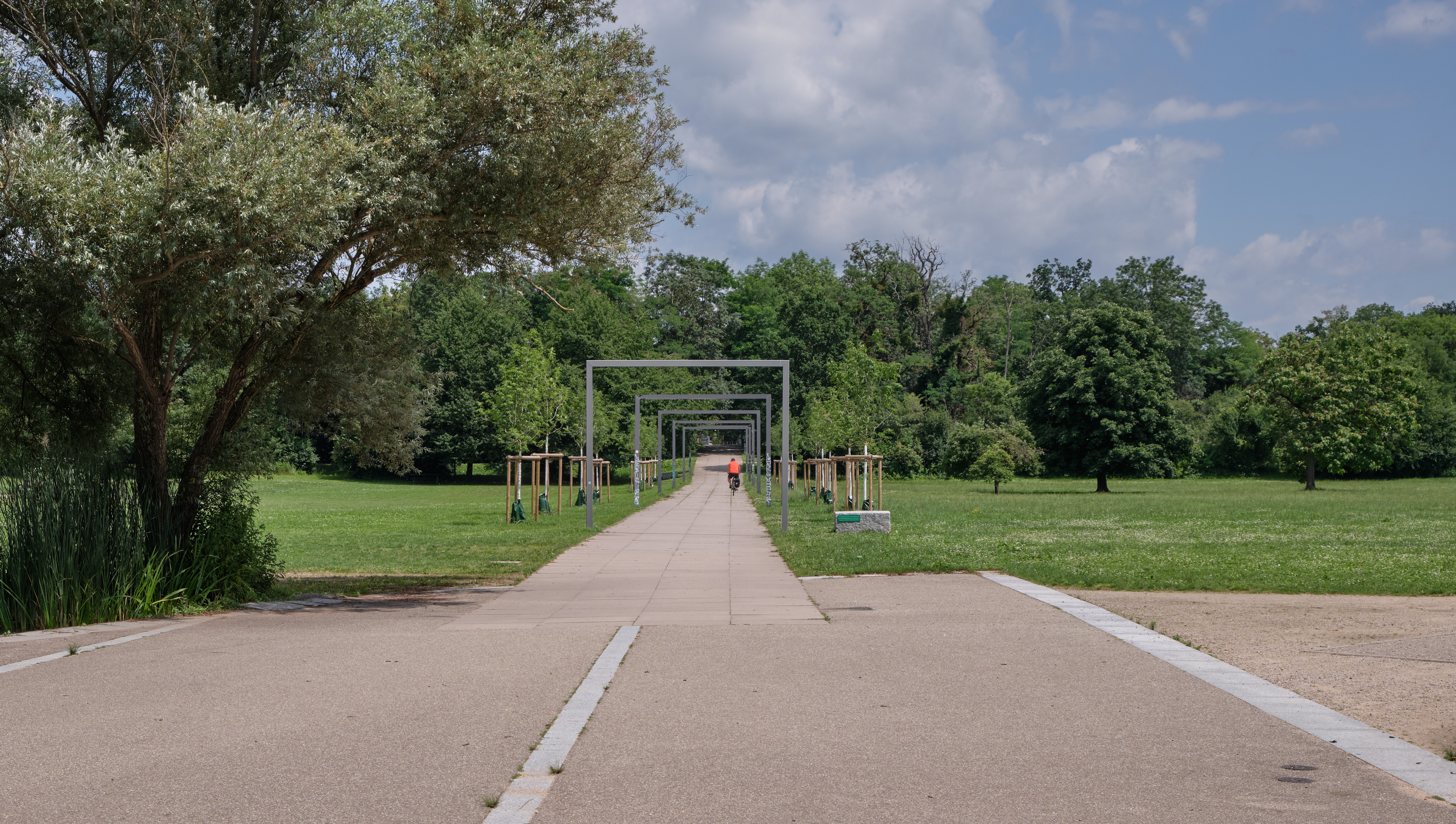
Dr.-Peter-Willmann-Allee

Allein die Hauptwege im Dreiländergarten sind über sieben Kilometer lang. Die Wege dienen in erster Linie Fußgängern und Spaziergängern und sind teilweise gepflastert, fein geschottert oder asphaltiert. Markante Hauptachse ist die Dr.-Peter-Willmann-Allee, die sich inklusive des Vorplatzes am Haupteingang bis zum Ostteil des Parks rund 1,5 Kilometer erstreckt. Die meisten anderen Wege führen rechtwinklig dazu durch den Park. Vom Haupteingang zweigt ein in einer leichten Kurvenform abgehender Weg diagonal zum Platz der 3 Länder. Weitere Wege führen teilweise kurvig über das Parkgelände, im Ostteil gibt es am Kieswerk eine ovale Wegführung am Hadid-Pavillon, deren beide Hauptachsen 280 und 150 Meter messen. Das Innere des Ovals enthält weitere Wege.
Neben dem breiten Haupteingang, der über einen gepflasterten Vorplatz erreichbar ist, gibt es einen weiteren Osteingang vom Ortsteil Otterbach über den Holzmattenweg, der direkt zu den Wassergärten führt. Im Nordosten ist der Park über das kleine Waldgebiet Mooswald und einer Unterführung von dem Quartier Gartenstadt aus erreichbar. Ebenfalls im Norden ist ein Zugang mittig über den Schlaichturm und einer über eine von Osten herangeführte Rampe, dessen Weg ebenfalls am Schlaichturm vorbei zum Sportzentrum und Badeland führt. Darüber hinaus führen zahlreiche kleinere Wege von Südosten über den Landschaftspark Wiese aus der Schweiz in den Dreiländergarten.
Durch den Dreiländerpark führen mehrere ausgewiesene Radwege, die sich vor allem auf die Hauptachsen beschränken. Im Wesentlichen werden die Radwege im Park für die Verbindung zwischen Weil am Rhein und Riehen beziehungsweise Basel genutzt. Eine weitere wichtige Radverbindung ist die Anbindung von Otterbach mit der Gartenstadt/Leopoldshöhe. Der Weg führt vorbei am Schlaichturm über eine Rampe in das höher gelegene Zentrum von Weil am Rhein. Durch den Park führt in Ost-West-Richtung auch die sechste Etappe des touristischen Kultur-Themenradwegs 2 Ufer 3 Brücken. Der 33 Kilometer lange Radweg führt von der elsässischen Petite Camargue nach Saint-Louis und weiter über die Dreiländerbrücke, die Stadt Weil und den Dreiländergarten nach Lörrach.

## Beschreibung

### Wassergärten

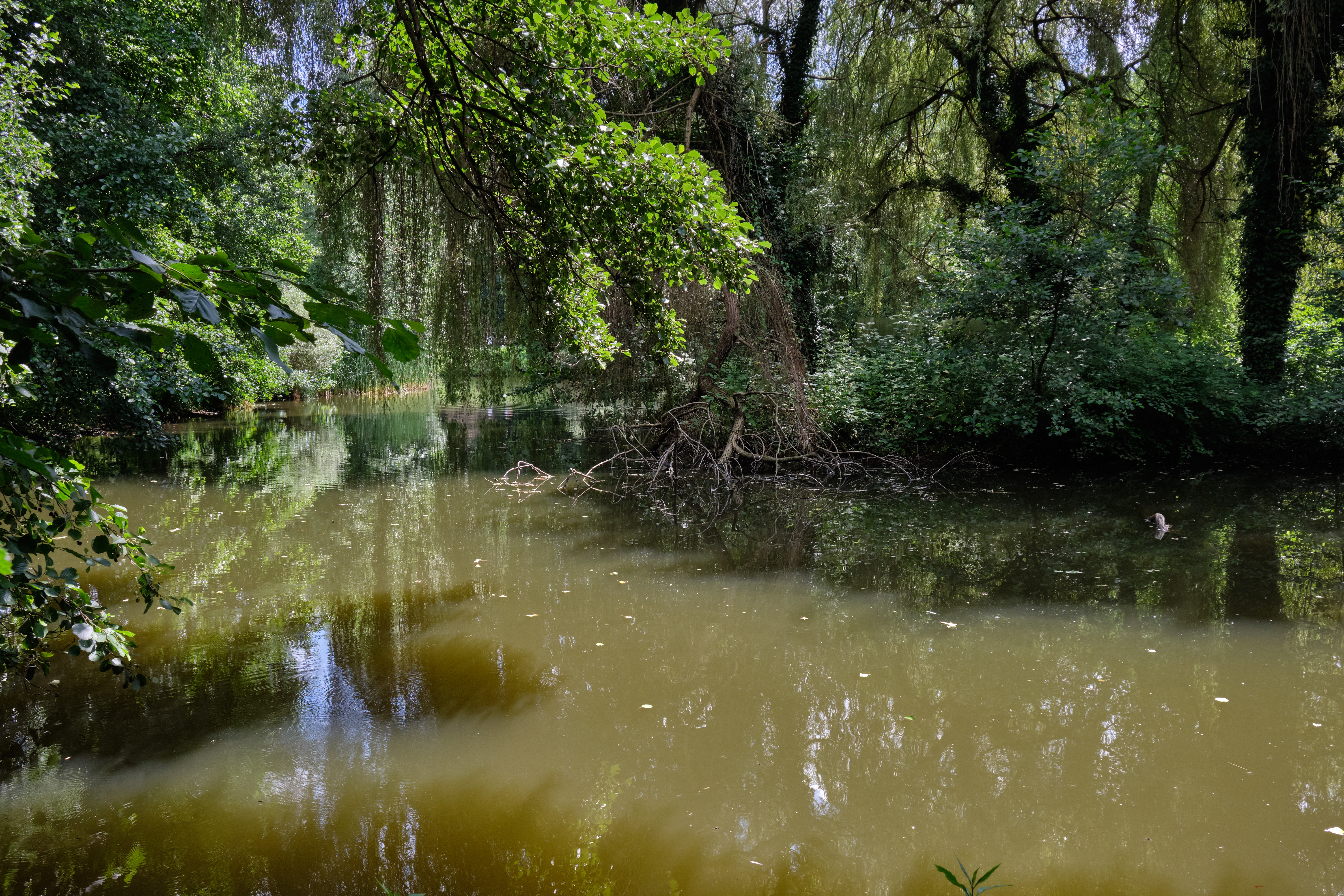
Wassergärten

Unmittelbar am westlich gelegenen Haupteingang des Parkes beginnen die Wassergärten. Die künstlich angelegten Wasserflächen weisen der Form nach eine von Norden nach Süden aufspreizende Bogenform auf und sind beidseitig von Wegen gesäumt. Sie werden von der Dr.-Peter-Willmann-Allee unterbrochen und haben an ihrer Ostseite mehrere kleinere Halbinseln, die in die Wasserflächen ragen. Diese Halbinseln sind teilweise mit Schilf bewachsen und bieten neben Sitzmöglichkeiten und verschlungenen Wegen auch der Tierwelt im Park ein Habitat. In den Wassergärten sind diverse Tiere wie Fische, Muscheln, Krebse, Wasservögel und Schildkröten heimisch. Die Schildkrötenpopulation wurde mit ausdrücklicher Genehmigung des Regierungspräsidiums angesiedelt und umfasst etwa 50 Exemplare, darunter auch mindestens zwei Schnappschildkröten. Die Wassergärten wurden im Sommer 2017 mit Hilfe des Technischen Hilfswerks umfassend gesäubert und die teilweise locker gewordenen Ufersteine instand gesetzt.
Am westlichen Uferweg befinden sich am Wegesrand spezielle Pflanzen-Rankgerüste aus Metall, die den darunter befindlichen Bänken als Schattenspender dienen sollen. Die beiden Wasserbecken werden vom Grundwasserbrunnen im benachbarten Nonnenholz-Wald gespeist. Da die wasserrechtliche Genehmigung dafür ursprünglich fehlte, wurde das Genehmigungsverfahren 2019 nachgeholt. Am nördlichen Ende des südlichen Wassergartens befindet sich die Skulptur Phoenix.

### Gärten der Vergangenheit

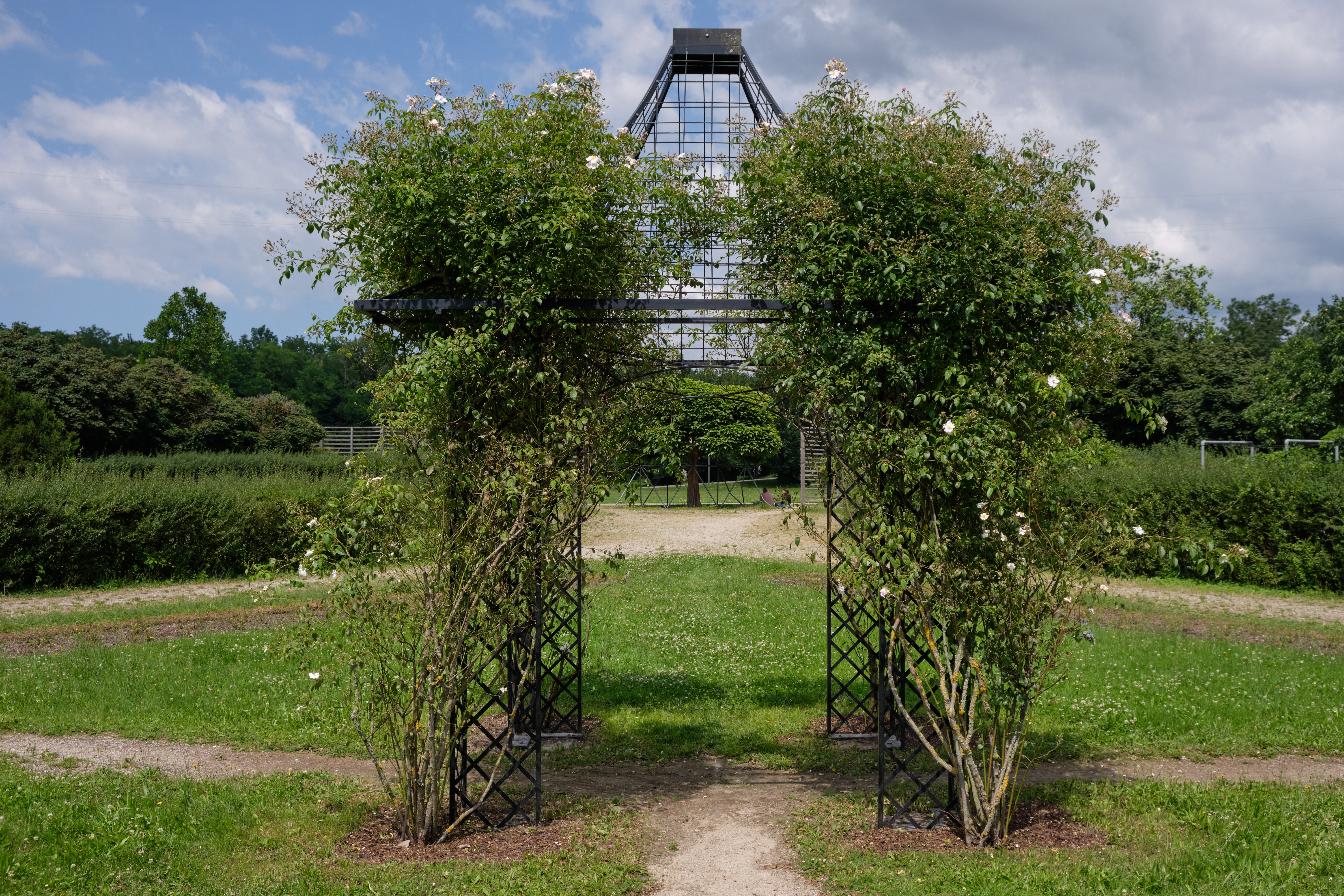
Gärten der Vergangenheit

Östlich der südlichen Wassergärten befindet sich ein kreissektorförmig angelegter Garten, der von Bäumen und Sträuchern umsäumt ist. Der Abschnitt beherbergt neben der Nachbildung einer keltischen Grabungsstätte einen Römergarten, einen dem Schlossgarten von Villandry und dem Eisenbahner-Garten der Eisenbahnersiedlung „Gartenstadt Leopoldshöhe“ nachempfundenen barocken Gemüsegarten. Der Römer-Garten nimmt Bezug auf die Grabungsstätte im nahen Augusta Raurica. In der Spitze des Kreissektors ist ein Trompetenbaum in einen Tetraedergerüst gepflanzt, dessen doppelte Bedeutung zur Zahl Drei zum einen Bezug auf das Dreiländereck und der trinationalen Gartenschau nimmt. Zum anderen soll die dreiseitige Pyramide die Dimensionen Vergangenheit, Gegenwart und Zukunft als Installation darstellen. In den „Gärten der Vergangenheit“ befindet sich auch ein kleines Rosarium.

### Einrichtungen und Bauwerke
Der Haupteingang des Dreiländergartens ist nach Westen ausgerichtet. Dort befindet sich neben einer Bushaltestelle auch ein Besucherparkplatz für PKW und Busse. Der Park wird über einen breiten Weg betretenen, von dem beidseitig rechtwinklig Wassergärten abgehen. Die über einen Kilometer lange Dr.-Peter-Willmann-Allee führt gerade durch den Park, vorbei an den Sportanlagen und bildet seine Hauptachse. Ein anderer Weg zweigt südöstlich ab und führt an einem kleinen Rosarium vorbei bis zum Platz der 3 Länder, auf den auch der Skulpturenpfad Regio-Kunstweg von Basel nach Weil stößt. Unweit des Parks verläuft mit 24 Stops ein weiterer binationaler Kunstweg.
Im östlichen Teil des Dreiländergartens befindet sich das markante, langgezogene Bauwerk Landscape Formation One der irakischstämmigen Architektin Zaha Hadid. Während der Grün 99 diente es als Ausstellungsraum und wurde später der Sitz der Umwelt(schutz)einrichtung Trinationales Umweltzentrum (TRUZ). Die landschaftsgleiche Bauform soll sich der hügeligen Umgebung anpassen.
Südlich von Landscape Formation One befindet sich der Kunstraum Kieswerk, eine ehemalige Transportbetonmischanlage, die seit der Landesgartenschau als Galerie und Atelier genutzt wird und damit zu einem Industriedenkmal der Stadt wurde. Östlich am Kieswerk grenzt das Naturschutzgebiet Kiesgrube Käppelin an.

Gesamtsicht von Landscape Formation One von östlicher Richtung

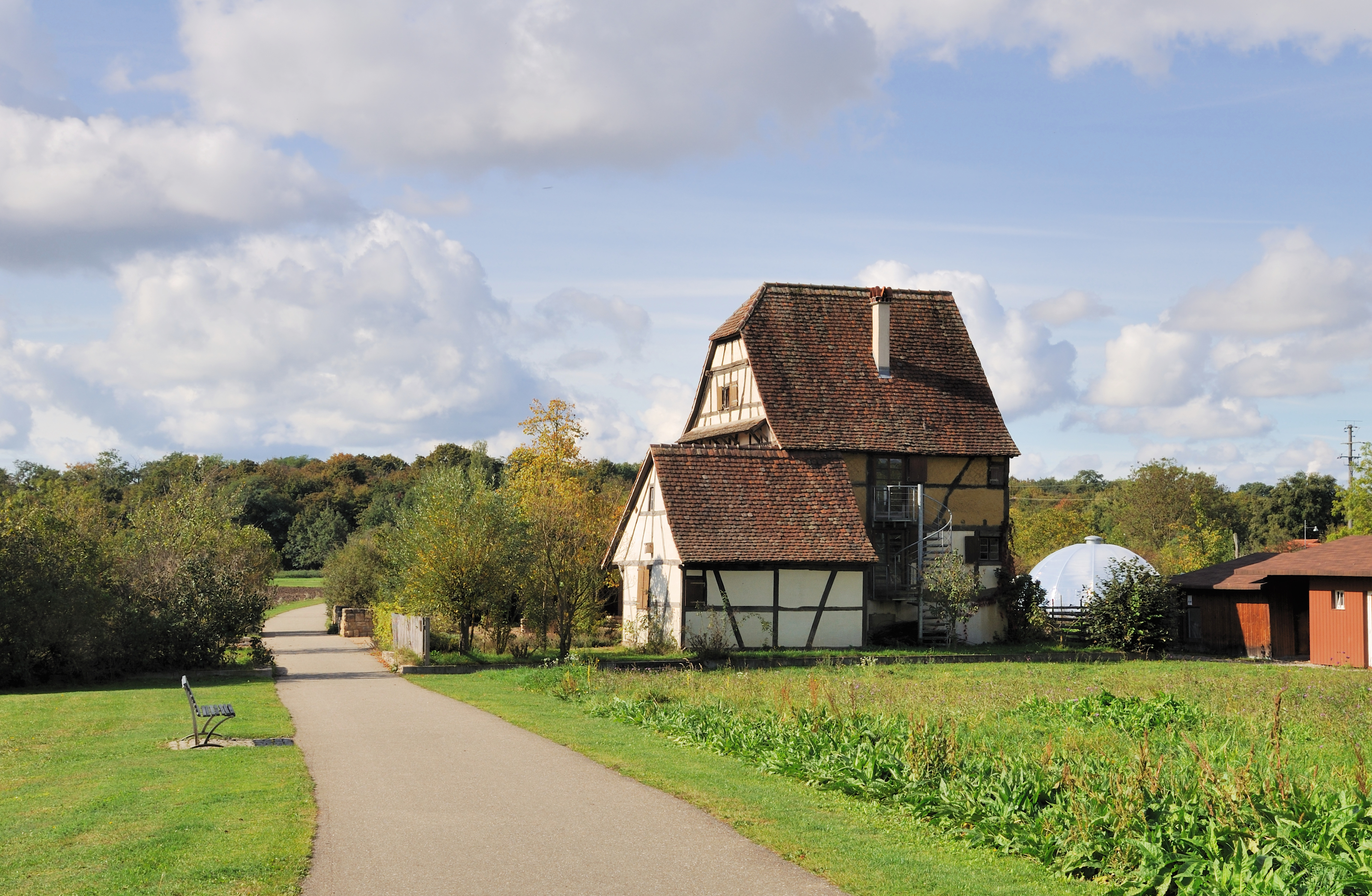
Sundgauhaus

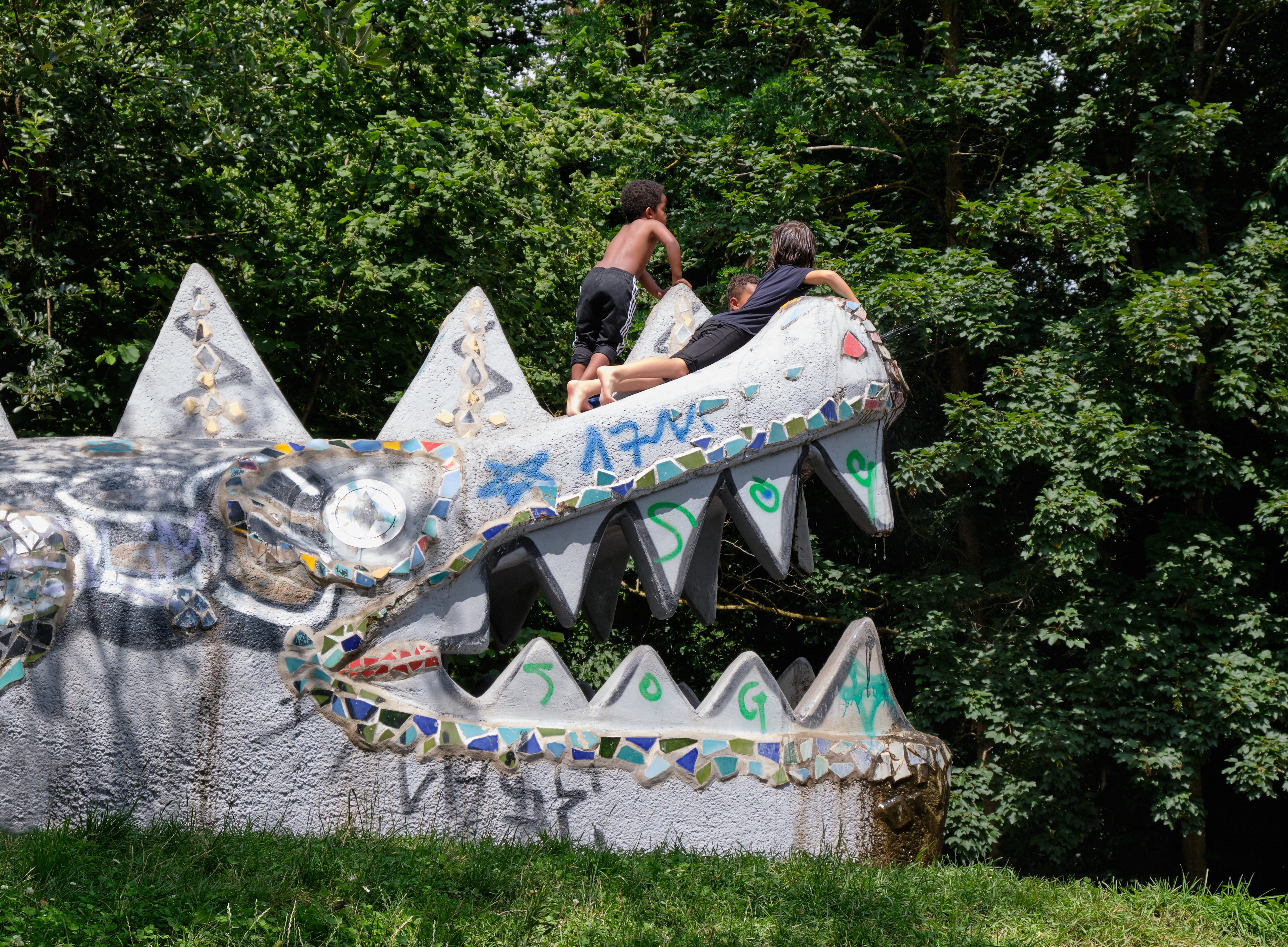
Tatzelwurm

Das rund 300 Jahre alte Sundgauhaus stand ursprünglich im elsässischen Magstatt-le-Haut und wurde zur Landesgartenschau im südlichen Parkteil originalgetreu wieder aufgebaut. Das Haus wurde durch ein Projekt des größten französischen Freilichtmuseums, des Écomusée d’Alsace, beigesteuert. Es wurde von Architektur-Studenten aus aller Welt fachgerecht zusammengeführt. Es dient dem TRUZ als Kursraum. Das Haus ist eingebettet in sein historisches Umfeld mit Feldern, einem kleinen Teich, Schaugärten mit Stauden und Gehölzen, einem Tiergehege mit Zwergziegen und Kaninchen, einem Weiher, einem Wildbienenhotel, Trockenmauern und Streuobstwiesen. Jährlich werden die Einrichtungen des TRUZ von 260 Kindergartengruppen und Schulklassen zu fast 60 Kursthemen besucht.
Östlich vom Laguna-Badeland befinden sich die Stadtgärtnerei und das Technikzentrum des Wasserwerks der Stadt Weil am Rhein.
Auf dem Gelände des Dreiländerparks befinden sich zwei Spielplätze. Im Westteil ist der Abenteuer-Spielplatz „Tatzelwurm“ nach dem gleichnamigen Fabelwesen, dem drachenähnlichen Tatzelwurm, benannt. Neben anderen Spielgeräten ist der namensgebende 60 Meter lange Tatzelwurm aus Gussbeton nachgebildet, durch dessen geöffneten Schlund Kinder laufen können. Über ein Wasserzulaufsystem mittels archimedischen Schrauben können Kinder aus den Nüstern des Tatzelwurms Sprühlregen hinaus befördern. Neben dem Spieldrachen sind auch Affenschaukeln, Wippen, Klettertreppen, Rutschbahnen und eine Feuerstelle im Spielplatz integriert. Im Ostteil befindet sich der Kieswerkspielplatz.
Im Nordostteil liegt die 1974 angelegte Anlage Hupfergrube, eine Kleingartenanlage mit insgesamt über 62 Gärten. 1993 wurde ein Vereinsheim für die Gartenkolonie errichtet.

### Skulpturen und weitere Installationen

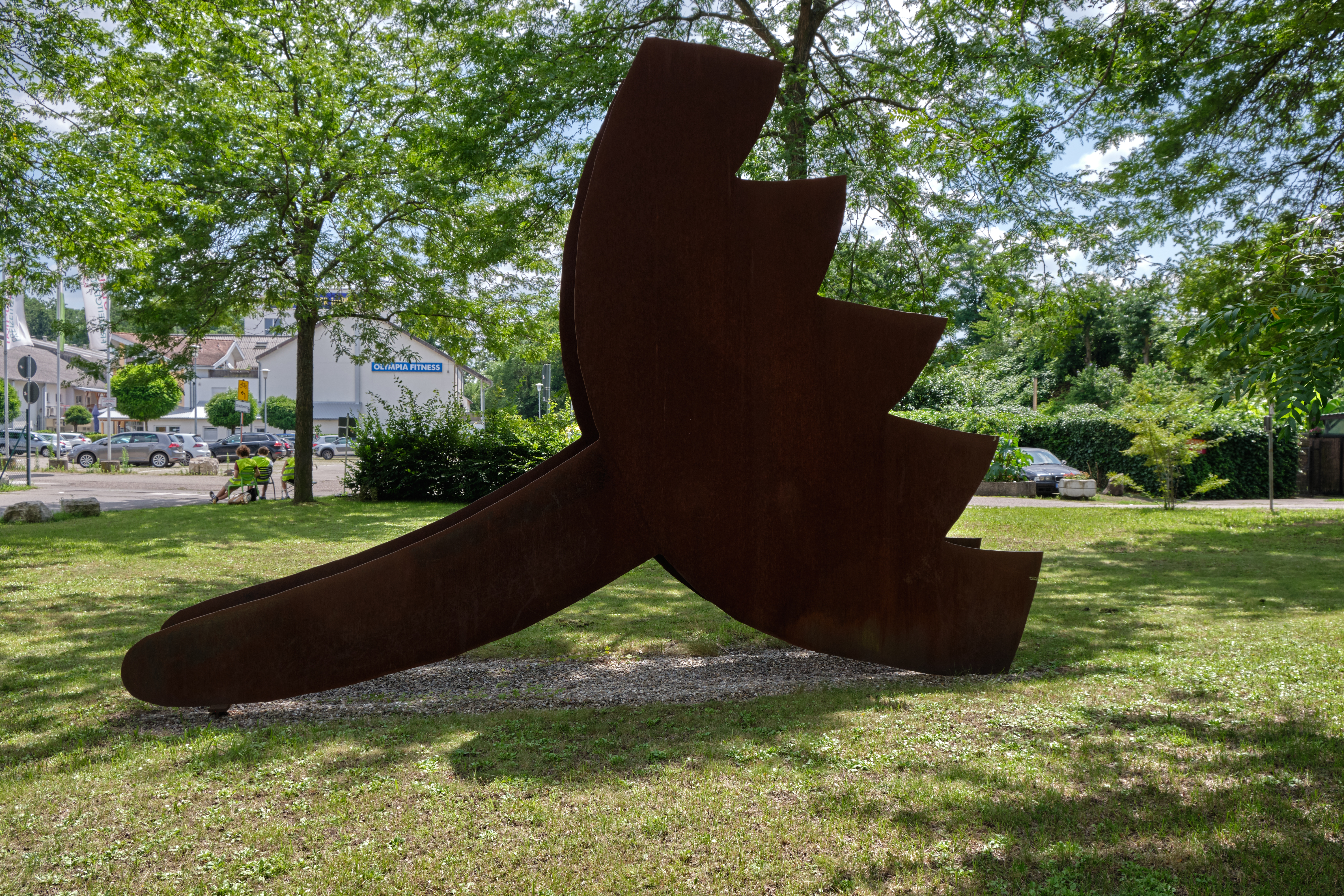
Eiserne Tulpe von Max Meinrad Geiger

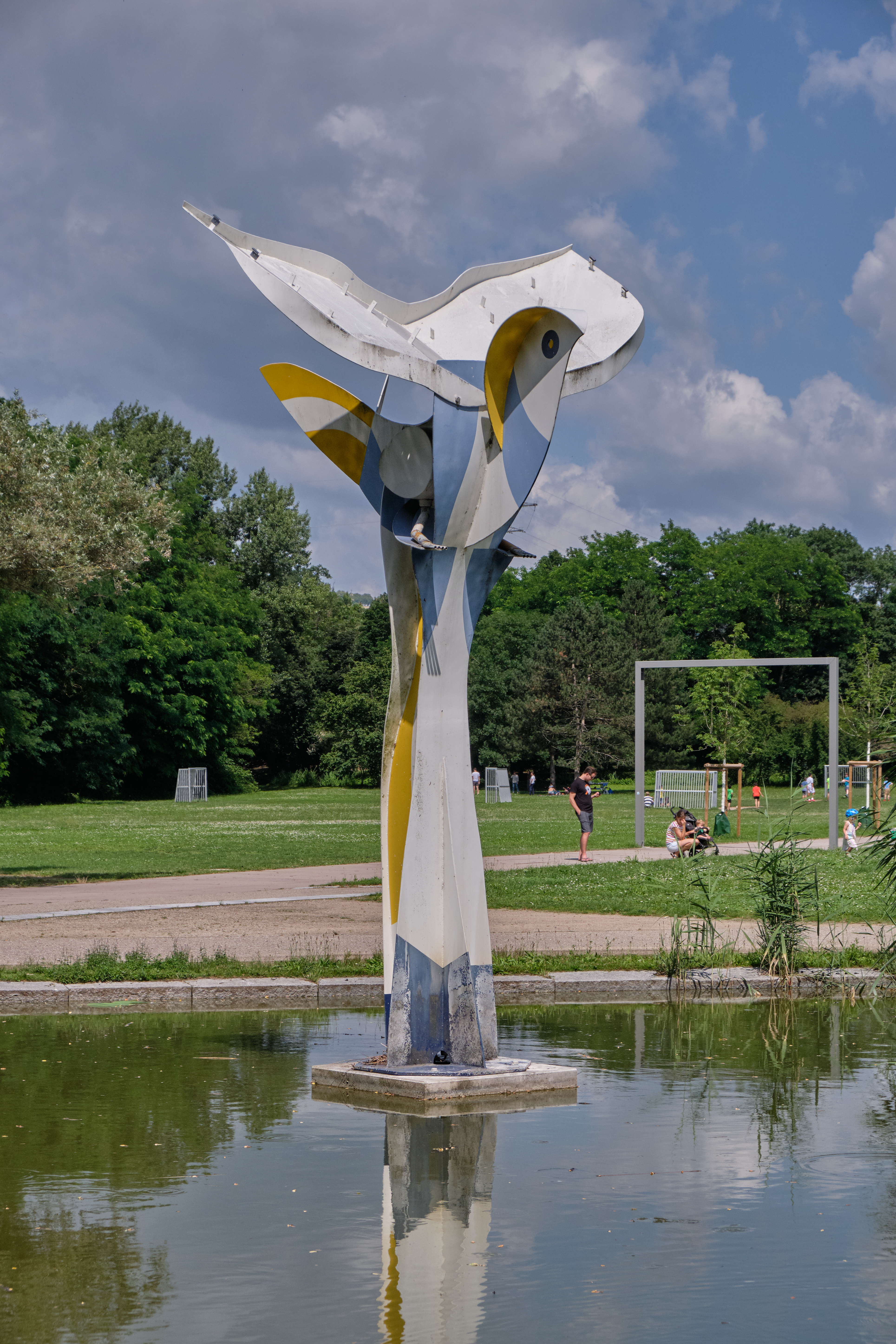
Phoenix von Max Sauk

Im Dreiländergarten gibt es mehrere Skulpturen und Kunstinstallationen. Insbesondere im Ostteil am Hadid-Pavillon und Kunstraum Kieswerk befinden sich einige Kunstwerke im öffentlichen Raum. Nach der Sanierung des Kieswerks ist dieses auch selbst zu einer Art begehbarem Kunstwerk geworden.
- Gegenüber dem Haupteingang am Parkplatz des Dreiländerecks befindet sich auf einer Wiesenfläche die rund fünf Meter hohe Stahlskulptur Eisentulpe (Lage) des Künstlers Max Meinrad Geiger[24] aus Inzlingen. Diese wurde eigens für die Grün 99 geschaffen. Das Tulpenblütenmotiv ist Geigers Markenzeichen. Eine andere Skulptur mit diesem Motiv steht beispielsweise im Grüttpark in Lörrach.
- Vor dem Hadid-Pavillon befindet sich die von Reinhard Bombsch[25] gegossene Betonplatte Haut-Hülle-nah. Das Kunstwerk von 1999 zeigt Fußabdrücke und soll die Erdverbundeheit des Menschen darstellen.
- Aus dem Jahr 2013 stammt der Boden der Naturarena mit dem Namen Spuren (Lage). Die vom polnischen Künstler Wojtek Radtke geschaffene kreisrunde Bodenplatte zeigt weiße Grafiken und fungiert als interaktives Kunstwerk. Die Grafiken stellt Aufzeichnungen von Personen dar, die einige Tage mit einem GPS-Tracker ihre Bewegungen aufgezeichnet haben.
- Die Schweizer Künstler Christiane Bult und Pascal Suter[26] schufen die Skulptur Lichtblick im Jahr 2012 aus Gips und Stahlmatten. Sie steht im Kieswerk-Areal und ist eine Dauerleihgabe des Künstlerpaares.
- Die Skulptur Ora et labora aus dem Jahr 2010 stellt zwei runde Eisenringe in einem Kugellager im Wind dar. Das Kunstwerk aus Eisen und Stein wurde von dem italienischen Künstler Alfonso Caravetta und der polnischen Künstlerin Katarzyna Kedzior umgesetzt.
- Direkt am Eingang befindet sich die Großplastik Phoenix (Lage), die der Künstler Max Sauk 1999 für die Landesgartenschau fertigte. Die Plastik steht im nördlichen Bereich des Südteichs der Wassergärten und zeigt einen Vogel mit aufschwingenden Flügeln. Die blaue und gelbe Farbgebung soll einen mystischen Vogel symbolisieren, der für Vergänglichkeit und Schöpferkraft steht. Ursprünglich waren an der Oberseite der Flügel Photovoltaikzellen angebracht, die den Vogel bei Sonnenschein zum Wasserspeier werden ließen.
- 2017 schuf der Kölner Künstler Odo Rumpf aus Eisenschrott eine Skulptur eines Tierwesens mit dem Titel Slinky. Der Standort ist am Kieswerk. Rumpf sammelte während eines Festivals 2017 Schrottteile aus der Region ein und fügte diese im Kunstpark zusammen.
- Die Künstlerinnen Minka Strickstrock und Erika Seifer-Weissmann fertigten 1998 SteinZeit – begehbare Sonnenuhr (Lage). Ein nach Norden weisender, schräg in den Boden gerammter Eisenzeiger ist dabei Teil der Sonnenuhr, der seinen wandernden Schatten in einen bunt gestalteten Kieskreis wirft. Auf ein lesbares Zifferblatt ist im Hinblick auf die Subjektivität von Zeit hingegen verzichtet worden.

### Sportinfrastruktur
In der Mitte des Dreiländergartens befindet sich das Erlebnis- und Freizeitbad „Laguna“. Der Wasserpark-Bereich des Badelandes umfasst ein Wellen-, Sport-, Erlebnis-, Kinderplansch- und ein Ganzjahresaußenbecken und Wasserrutschen. Ein eigener Freibadbereich ist über einen gesonderten Eingang erreichbar, ebenso wie eine Saunaanlage und Angebote für Beauty- und Relax-Einrichtungen.

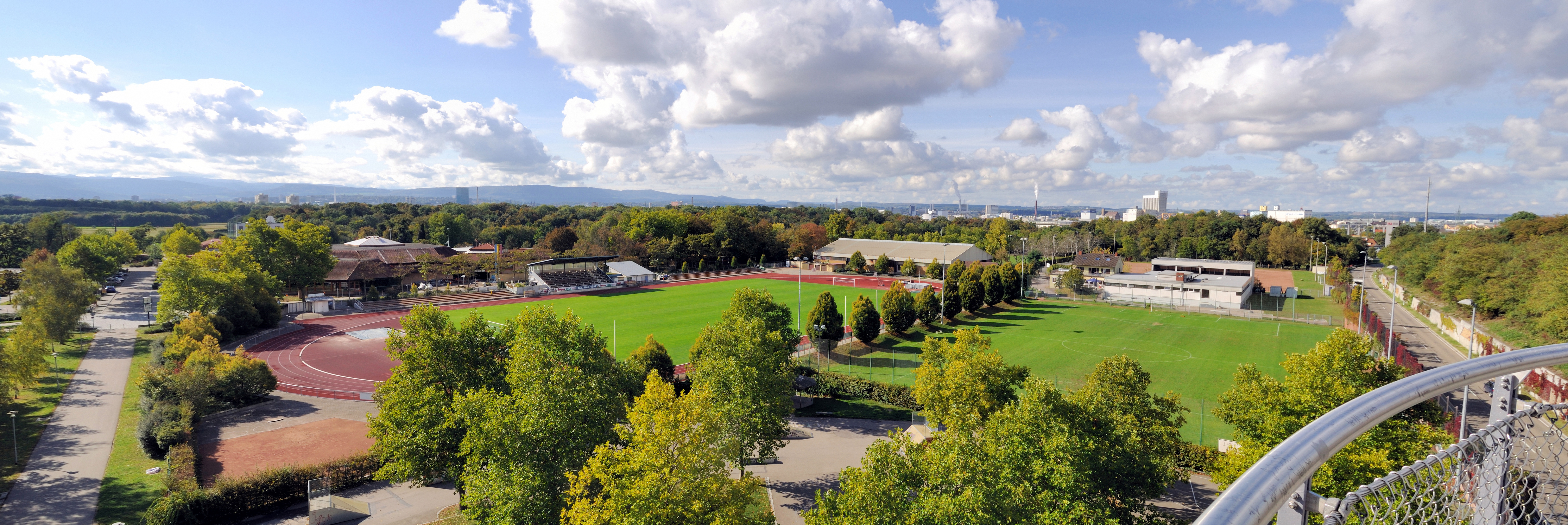
Städtisches Stadion Nonnenholz und weitere Sportplätze

Nördlich des Badekomplexes befindet sich das Städtische Stadion Nonnenholz, das Heimstadion des Verbandsligisten SV Weil, ein kombiniertes Naturrasen-Fußballstadion mit Leichtathletikanlagen mit einer Kapazität für 6000 Zuschauer. Neben diesem Hauptstadion befinden sich benachbart ein Kunstrasen-, ein weiterer Rasenplatz sowie ein Winternaturrasenplatz. Neben den Fußballstadien befindet sich auch die Heim- und Trainingsstätte des 1952 gegründeten RSV Weil am Rhein, des Sportvereins für Rollhockey und Rollkunstlauf.
Unweit der Fußballplätze am Schlaichturm befindet sich ein Calisthenics-Park, eine Anlage für Freiluft-Fitnesstraining sowie ein Inline-Skater- und Skatepark.
Außerdem haben der Breitensportverein Eisenbahner Turn- und Sportverein Weil am Rhein 1926 e. V, kurz: ESV Weil, die Weiler Ortsgruppe der DLRG und der Tennisverein TC Blau Weiss Weil am Rhein ebenfalls ihr Clubheim und ihre Sportanlagen im Nordteil des Dreiländerparks. Darüber hinaus befinden sich auf dem Gelände ein Kegelzentrum und ein Beachvolleyballfeld des örtlichen VC Weil 1972 e. V.
Im Südwestteil befindet sich im angrenzenden Waldstück Nonnenholz ein Trimm-dich-Pfad, der anlässlich der Grün 99 installiert und 2017 saniert wurde. Im nordwestlichen Teil des Dreiländergartens gibt es einen Bolzplatz.

## Öffentlicher Nahverkehr
Der Schlaichturm im Norden verbindet und überbrückt den Weg vom Dreiländerpark zum Haltepunkt Gartenstadt der Bahnstrecke Weil am Rhein–Lörrach. Der Turm mit zwei Wendeltreppen fungiert dabei als Fußgängerbrücke über die Bundesstraße 317 und überwindet gleichzeitig einen Höhenunterschied von 16 Metern zwischen dem Park und dem Weiler Stadtzentrum.
Die grenzüberschreitende Buslinie 55 der SWEG fährt mit der Haltestelle Grün 99/Laguna an den Westeingang des Parks.

## Veranstaltungen
Auf dem Gelände des Dreiländerecks finden regelmäßige Veranstaltungen wie Festivals, Märkte und kleinere Messen statt. Daneben werden insbesondere Musik-Festivals und Open Airs abgehalten. Dazu zählen unter anderem das Heavy-Metal Festival Baden in Blut, ein Mittelalter-Festival Mittelalterlich Phantasie Spectaculum und das vom ansässigen Kieswerk veranstaltete Open-Air-Kino.
Am 30. August und 1. September 2019 fand im Dreiländergarten das Feuerwerksfestival Flammende Sterne statt.
Im Dreiländergarten finden ab September 2021 regelmäßige Parkrun-Läufe statt.